# Grazia Letizia Veronese
Grazia Letizia Veronese , pseudonyme Velezia (née à Limbiate le 21 juillet 1943) est une compositrice italienne, veuve de Lucio Battisti.

## Biographie
Née à Limbiate le 21 juillet 1943, Grazia Letizia Veronese a travaillé comme secrétaire de Miki Del Prete (it) dans le clan Celentano d'Adriano Celentano. Elle a rencontré Lucio Battisti le 28 janvier 1968. La rencontre a eu lieu à l'occasion du Festival de San Remo, où Battisti était l'auteur de la chanson La farfalla impazzita ; les deux se sont fiancés l'année suivante et, de leur union, le 25 mars 1973 est né leur fils Luca. Ils se marient avec le mariage civil le 3 septembre 1976 .
En 1982, après la séparation artistique entre Battisti et Mogol, elle est co-auteur des paroles de l'album E già sous le pseudonyme de Velezia (Ve ronese Le tizia Gra zia). Selon les dépôts, SIAE est également co-compositeur, avec Battisti, de la musique des albums Don Giovanni (1986) et L'apparenza (1988).